# Malcolm Savidge
Malcolm Kemp Savidge, né le 9 mai 1946 dans le Surrey en Angleterre, est un homme politique au Royaume-Uni. 

## Biographie
Il étudie à la Wallington County Grammar School puis à l'Université d'Aberdeen. Il est député du parti travailliste pour la circonscription électorale Aberdeen North en Écosse, des élections générales de 1997 jusqu'aux élections générales de 2005. 
Depuis son départ de Westminster, il est membre du British American Security Information Council (en), et est consultant pour l'Oxford Research Group. 